# Nomia planiventris
Nomia planiventris är en biart som beskrevs av Heinrich Friese 1910. Nomia planiventris ingår i släktet Nomia och familjen vägbin. Inga underarter finns listade i Catalogue of Life.